# Квинт Курций Руф (консул-суффект 43 года)
Квинт Курций Руф (лат. Quintus Curtius Rufus) — политический деятель эпохи ранней Римской империи.
Жизнь и карьера Руфа хорошо известны из сообщений Плиния Младшего и Тацита. Хотя он происходил из низших слоев населения (существует версия, что он якобы был сыном гладиатора), при посредничестве своих друзей и своих способностей, а позднее благодаря покровительству императора, сделать великолепную карьеру.
Руф начал свой cursus honorum с должности квестора. Затем он находился на посту претора, который он получил в качестве кандидата императора где-то между 16 и 21 годом. Потом Руф долго ждал консульства, пока он наконец не стал консулом-суффектом вместе со Спурием Оппием в 43 году. Вскоре после этого, в 47 году, он был легатом в Верхней Германии и получил в этой должности триумфальные отличия от императора Клавдия, хотя он только построил в области проживания племени маттиаков рудник для разработки сереброносных жил. В правление Нерона Руф стал проконсулом Африки согласно пророчеству, которое было дано ему за много лет до этого. Об этом Тацит передает следующий рассказ:
«Достигнув зрелого возраста, он отправился в Африку вместе с квестором, которому досталась эта провинция; и вот, когда он как-то в полуденный час бродил в одиночестве по опустевшим портикам города Гадрумета, ему предстало видение в образе женщины большего роста, нежели человеческий, и он услышал следующие слова: „В эту провинцию, Руф, ты вернешься проконсулом“».